# Alberto Benavides Ganoza
Alberto Benavides Ganoza (Lima, 1949) es un educador, filántropo, poeta, escritor, conservacionista, fundador de la Biblioteca Abraham Valdelomar y difusor de la cultura peruana.
Dentro de sus publicaciones destacan El Padre de Guatemala – Vida y Prodigios de Fray Ramón Rojas (2010) y La ruta natural (2015).

## Biografía
Hijo de Alberto Benavides de la Quintana y de Elsa Ganoza de la Torre, hermano de Roque Benavides Ganoza.
Es licenciado en Filosofía por la Pontificia Universidad Católica del Perú (PUCP) y con postgrados en Filosofía y Filología clásicas en las universidades de Salamanca y Saint Andrews.
En 1983 fundó en Lima el centro cultural Antares, Artes y Letras, organización que promueve el festival de poesía El Patio Azul y la revista literaria Umbral. El festival internacional de poesía El Patio Azul en Cajamarca, celebrándose en esa ciudad las primeras siete ediciones y en 2012 en el pueblo de Chavín de Huántar.
En 1995 fundó la Escuela Libre Puerto Huamaní en Samaca, Ica. Ese mismo año, inició el fundo Samaca en el desierto de Ullujaya en el valle bajo de Ica, en donde produce alimentos orgánicos siguiendo principios agroecológicos y de manejo de agua de las culturas ancestrales del territorio.

## Reconocimientos
- Medalla Cívica de la ciudad de Lima (2022)[11]